# Alof de Louvencourt
Alof-Marie-Pierre de Louvencourt (31 mars 1911, Abbeville - 11 mars 1989, Férolles-Attilly) est un haut fonctionnaire français. 

## Biographie
Fils du comte de Louvencourt, agriculteur propriétaire au château de Seux, dans la Somme, il obtient une licence en droit et sort diplômé de l'École libre des sciences politiques. Il entre dans l'Inspection générale des finances comme adjoint en 1935 et passe inspecteur des finances en 1938.
Mobilisé le 2 septembre 1939, il est fait prisonnier par les Allemands et ne retrouve la liberté que le 7 avril 1941. Il prend part à la Résistance durant l'Occupation, au sein du réseau "Espoir", visant à noyauter l'Administration.
Il devient successivement chargé de mission à la direction des réfugiés du secrétariat d'État à l'Intérieur le 8 avril 1941, au cabinet du secrétaire d'État au Ravitaillement Paul Charbin le 22 septembre 1941, puis à la Direction du commerce extérieur le 26 mai 1942.
Cofondateur et administrateur de la Société générale de presse, ainsi que du club d'influence Le Siècle en 1944 aux côtés de Georges Bérard-Quélin, il est le premier président du club jusqu'en 1949.
En 1945, il prend les fonctions de sous-directeur à la Direction des relations économiques extérieures et de secrétaire général du Conseil de coopération économique France-Benelux. Entre 1947 et 1949, il est le directeur de cabinet du ministre Joannès Dupraz, successivement au sous-secrétariat d'État à l'Armement, au secrétariat d'État à la Marine et au secrétariat d'État aux Forces armées.
Secrétaire général du Comité d'études des zones d'organisation industrielle de l'Union française de 1951 à 1954, il retrouve, en tant que conseiller technique, le cabinet de Dupraz, devenu secrétaire d'État à la présidence du Conseil. Il conserve ses fonctions auprès de son successeur, Pierre July.
Par la suite, il est secrétaire général du Bureau d'organisation des ensembles industriels africains de 1953 à 1959, puis directeur du Bureau d'investissement en Afrique (BIA) de l'Organisation commune des régions sahariennes et chef de la division des Affaires administratives et financières de 1959 à 1964.
Inspecteur général des finances en 1963, il est président de l'Association des membres de l'inspection générale des finances et vice-président du Comité des Inspecteurs généraux des finances.
Il préside la Société d'études techniques, économiques et commerciales de l'Abbevillois et assure les fonctions de conseiller technique du comité régional de tourisme de la circonscription d'action régionale Picardie à partir de 1965. Dans cette région, il est conseiller municipal de Hautvillers-Ouville de 1971 à 1983, où il possédait le château de la Triquerie.
Il est membre, en tant que représentant du ministère de l'Économie et des Finances, du Comité d'histoire de la Seconde Guerre mondiale en 1976.
Par ailleurs, il est membre de l'Association d'entraide de la noblesse française (ANF) et du Jockey Club.

### Sources
- Michel Margairaz, Dictionnaire historique des inspecteurs des Finances 1801-2009: Dictionnaire thématique et biographique, 2014
- Nathalie Carré de Malberg, Le grand état-major financier : les inspecteurs des Finances, 1918-1946: Les hommes, le métier, les carrières, 2011